# Pulau Batanta
Pulau Batanta är en ö i Indonesien. Den ligger i provinsen Papua Barat, i den östra delen av landet. Arean är 455 kvadratkilometer.
Öns högsta punkt är 1 184 meter över havet.